# Hermann Holthusen
Hermann Georg Holthusen (* 22. September 1886 in Hamburg; † 7. Mai 1971 ebenda) war Röntgenologe und Professor an der Universität Hamburg.

## Werdegang und Werk
Als Sohn von Gottfried Holthusen wuchs Holthusen in Hamburg auf und besuchte erfolgreich die Gelehrtenschule des Johanneums. Er studierte in Heidelberg, Berlin und München Medizin. Während seines Studiums in Heidelberg wurde Holthusen Mitglied der Verbindung Rupertia zu Heidelberg. 1911 wurde er in Heidelberg promoviert und, unterbrochen durch Kriegsteilnahme von 1914 bis 1918, bis 1921 Assistenzarzt. 1920 habilitierte er sich. Ab 1922 lehrte er in Hamburg und wurde 1924 außerordentlicher Professor und 1939 ordentlicher Professor. Er war Leitender Oberarzt, dann Chefarzt der Radiologischen Abteilung des Allgemeinen Krankenhauses St. Georg in Hamburg. In den letzten Jahren vor seiner Emeritierung (1957) leitete er das Krankenhaus als dessen Ärztlicher Direktor.
In der Zeit des Nationalsozialismus war er nach den Unterlagen der Reichsärztekammer kein Mitglied der NSDAP, gehörte aber zumindest von 1934 bis 1936 dem NS-Lehrerbund an und trat 1937 dem NS-Dozentenbund bei. Er hatte die Berechtigung zur Sterilisation mittels Strahlen. 1944 wurde er in den wissenschaftlichen Beirat des Generalkommissars für das Sanitäts- und Gesundheitswesen Karl Brandt berufen.

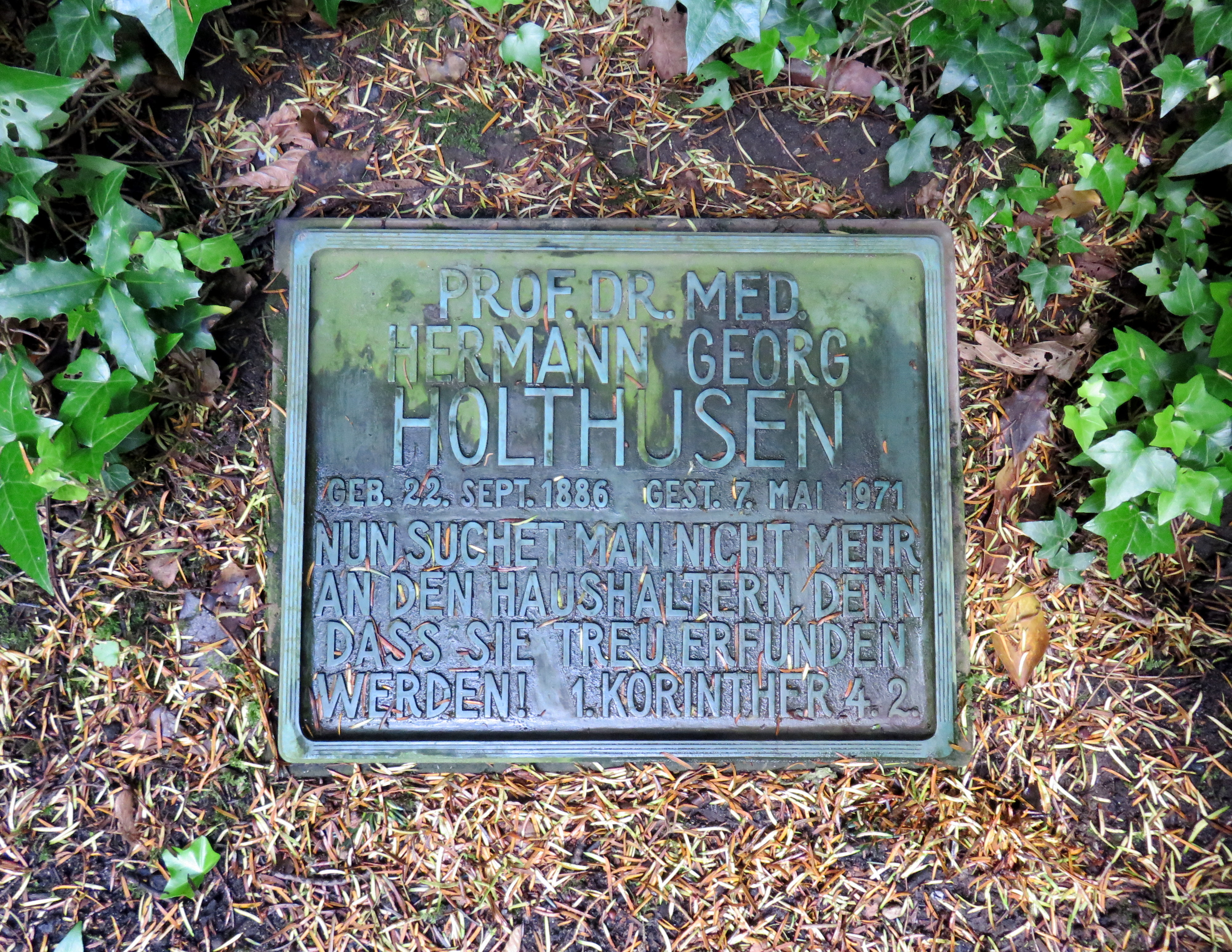
Bronze-Grabplatte auf dem Friedhof Ohlsdorf

Holthusens wissenschaftliche Tätigkeit umfasste alle Gebiete der klinischen Strahlentherapie, der quantitativen Bestimmung der Radium-Emanation und der Bedeutung der Strahlenqualität für die biologische Wirkung. Seine Forschung widmete sich der physikalischen und biologischen Dosimetrie, dem Zeitfaktor und der räumliche Dosisverteilung von Strahlen. Er erforschte die Sauerstoffabhängigkeit der biologischen Strahlenwirkung. Bedeutend war seine Mitwirkung an der Etablierung der damaligen, internationalen Dosiseinheit "Röntgen", was half, die Dosierung der Röntgenbestrahlung so zu bemessen, dass Bestrahlungsschäden bei der Strahlentherapie, zum Beispiel in der Krebsbekämpfung, weitgehend vermieden werden konnten. 1955 wurde er zum Ständigen Ehrenvorsitzenden der Deutschen Röntgen-Gesellschaft ernannt.
Holthusen war seit 1919 mit Agnes Weizsäcker (1896–1990) verheiratet, der Tochter von Heinrich Weizsäcker, Professor für Kunstgeschichte; das Paar hatte drei Söhne, darunter Johannes Holthusen. Holthusen ist der einzige Radiologe, von dem dokumentiert ist, dass er Wilhelm Conrad Röntgen geröntgt hat. Bei Holthusen sah er erstmals ein „Röntgen-Cabinet“ von innen.
Hermann Holthusen wurde auf der Grablage seiner Familie auf dem Ohlsdorfer Friedhof südwestlich Nordteich (Planquadrat Y11) beigesetzt.

## Werk
- H. Holthusen und R. Braun: Grundlagen und Praxis der Röntgenstrahlen-Dosierung, Dosismessung u. Dosisfestsetzung. Thieme, Stuttgart, 1933.
- G. F. Haenisch, H. Holthusen: Einführung in die Röntgenologie, 5. Auflage. Thieme, Stuttgart 1955.
- Hans R. Schinz, H. Holthusen (Hrsg.): Strahlenbiologie, Strahlentherapie, Nuklearmedizin und Krebsforschung. Bd. 1. Thieme, Stuttgart, 1959.

## Auszeichnungen
- Präsident der Deutschen Röntgengesellschaft (1930 und 1949)
- Röntgen-Plakette der Stadt Remscheid (1954)
- Großes Verdienstkreuz mit Stern der Bundesrepublik Deutschland (1957)
- Medaille für Kunst und Wissenschaft der Freien und Hansestadt Hamburg (1966)

## Ehrungen
- Die Deutsche Gesellschaft für Radioonkologie verleiht jährlich den mit 2000 € dotierten Hermann-Holthusen-Preis für Habilitationsschriften aus den Themenfeldern Strahlentherapie, Strahlenbiologie und medizinische Strahlenphysik.[6]
- Die Deutsche Röntgengesellschaft stiftete anlässlich ihres 50-jährigen Bestehens den Hermann-Holthusen-Ring zur Auszeichnung junger Wissenschaftler im Fachgebiet Radiologie. Die Auszeichnung wurde 2010 in Wilhelm-Conrad-Röntgen-Ring umbenannt und heißt seit 2015 Marie-Curie-Ring.[7]
- In Hamburg-St. Georg befindet sich in der Lohmühlenstraße Nr. 5 auf dem Krankenhausgelände das „Hermann-Holthusen-Institut für Strahlentherapie“.[A 1]